# Havnbjerg Sogn
Havnbjerg Sogn (deutsch Hagenberg, südjütisch bzw. Alsisk: Hawnbjerre) ist eine Kirchspielsgemeinde (dänisch Sogn)  in Nordschleswig im südlichen Dänemark. Bis 1970 gehörte sie zur Harde Als Nørre Herred im damaligen Aabenraa-Sønderborg Amt, danach zur Nordborg Kommune im damaligen Sønderjyllands Amt, die im Zuge der Kommunalreform zum 1. Januar 2007 in der „neuen“  Sønderborg Kommune in der Region Syddanmark aufgegangen ist.
Im Kirchspiel leben 3020 Menschen, die statistisch gesehen größtenteils zu den 5759 Einwohnern von Nordborg zählen (Stand:1. Januar 2023).